# Joane Somarriba
Joane Somarriba Arrola (Guernica, 11 agosto 1972) è un'ex ciclista su strada spagnola, vincitrice di tre edizioni della Grande Boucle, di due Giri d'Italia e della prova a cronometro al campionato del mondo 2003.

## Palmarès
- 1991

2ª tappa Emakumeen Bira
3ª tappa Emakumeen Bira
Classifica generale Emakumeen Bira
- 1994

Campionati spagnoli, Prova in linea
- 1996

Campionati spagnoli, Prova a cronometro
- 1999

3ª tappa Emakumeen Bira
11ª tappa Giro Donne
Classifica generale Giro Donne
- 2000

1ª tappa Ronde d'Aquitaine
3ª tappa Emakumeen Bira
Classifica generale Emakumeen Bira
7ª tappa Giro Donne
Classifica generale Giro Donne
4ª tappa Grande Boucle
6ª tappa Grande Boucle
Classifica generale Grande Boucle
- 2001

Trofeo Gobierno de la Rioja
Prologo Grande Boucle
2ª tappa Grande Boucle
10ª tappa Grande Boucle
Classifica generale Grande Boucle
Trofeo Feminas
- 2002

Durango-Durango Emakumeen Saria
- 2003

Durango-Durango Emakumeen Saria
2ª tappa Grande Boucle
3ª tappa Grande Boucle
Classifica generale Grande Boucle
Campionati del mondo, Prova a cronometro
- 2004

Durango-Durango Emakumeen Saria
2ª tappa Emakumeen Bira
3ª tappa Emakumeen Bira
4ª tappa Emakumeen Bira
Classifica generale Emakumeen Bira
- 2005

3ª tappa Trophée d'Or
Classifica generale Trophée d'Or

## Piazzamenti

### Grandi Giri
- Giro Donne

1994: 39ª
1996: 4ª
1997: 14ª
1998: 6ª
1999: vincitrice
2000: vincitrice
2001: 5ª
2003: 3ª
2004: 24ª
2005: 2ª
- Grande Boucle Féminine Internationale

1995: 27ª
1999: ritirata
2000: vincitrice
2001: vincitrice
2002: 3ª
2003: vincitrice

### Competizioni mondiali
- Campionato del mondo

Utsunomiya 1990 - In linea: ritirata
Stoccarda 1991 - In linea: 40ª
Oslo 1993 - In linea: 19ª
Duitama 1995 - In linea: 51ª
Lugano 1996 - Cronometro: 20ª
San Sebastián 1997 - In linea: 39ª
Verona 1999 - In linea: 7ª
Zolder 2002 - Cronometro: 4ª
Zolder 2002 - In linea: 3ª
Hamilton 2003 - Cronometro: vincitrice
Hamilton 2003 - In linea: 22ª
Verona 2004 - Cronometro: 4ª
Verona 2004 - In linea: 7ª
Madrid 2005 - Cronometro: 2ª
Madrid 2005 - In linea: 23ª
- Giochi olimpici

Atlanta 1996 - In linea: 21ª
Atlanta 1996 - Cronometro: 13ª
Sydney 2000 - In linea: 14ª
Sydney 2000 - Cronometro: 5ª
Atene 2004 - In linea: 7ª
Atene 2004 - Cronometro: 7ª